# ヴァーリア科
ヴァーリア科（ヴァーリアか、学名：Vahliaceae) は、被子植物のヴァーリア目に属する唯一の科で、ヴァーリア属のみを含む単型科。ヴァーリア属は5種からなり、草本・木本両方を含む。アフリカの北西部を除く地域に分布し、3種がイラクからセイロン島にかけての南アジアでも見られ、1種は更にベトナムのフーコック島にも隔離分布する。草地や林内では見られず、河原のような開けた地形を好み、海水が流れ込む塩分濃度の高い土壌でも生育する。学名はデンマーク・ノルウェーの植物学者マルティン・ヴァール (Martin Vahl) に因む。

## 形態

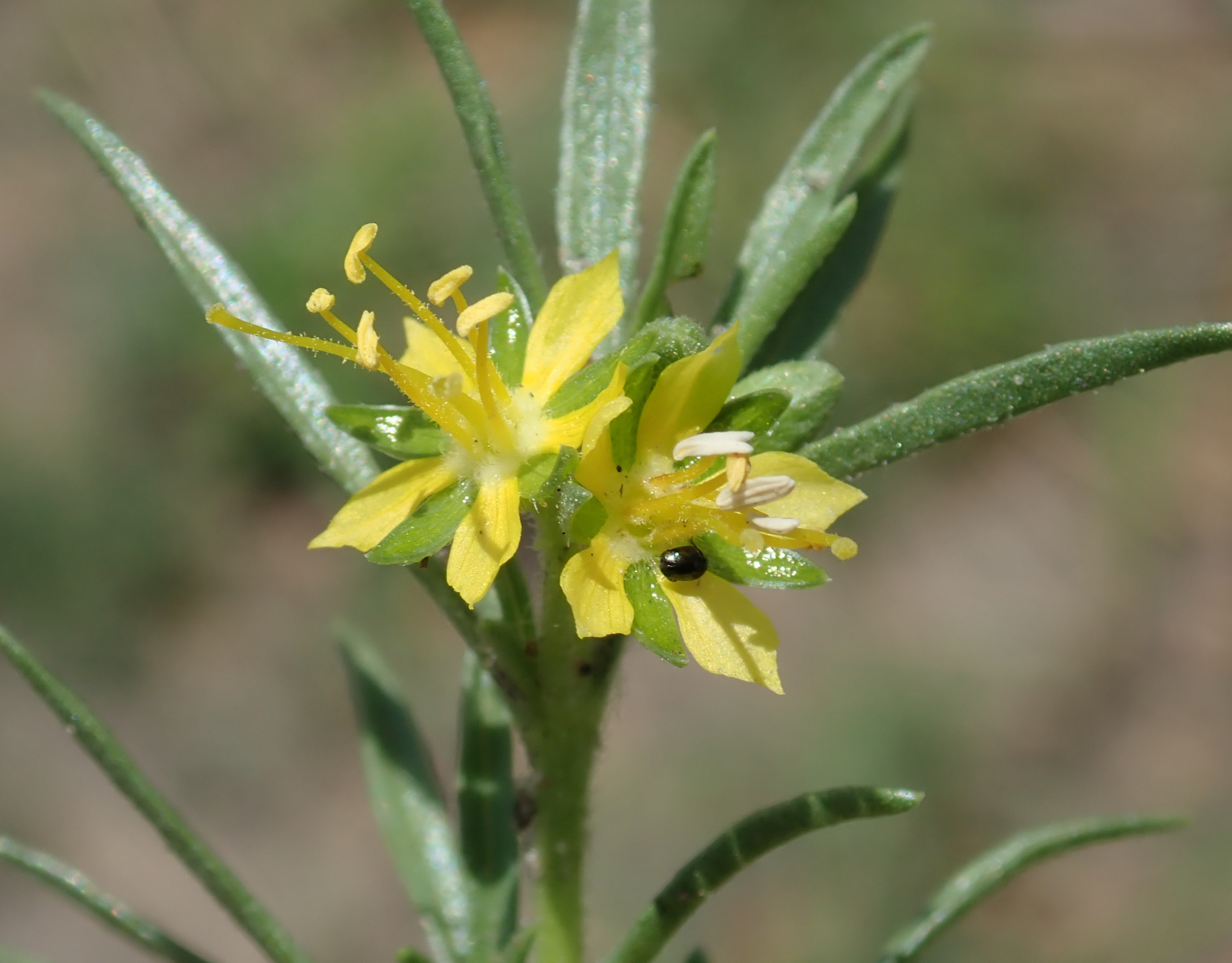
Vahlia capensis の花

一年生または多年生の草本、または矮性の低木である。
葉
対生で単葉、全縁、楕円形から線形で、無毛または軟腺毛で覆われている。
花
密な集散花序につき、花弁は萼片より長く、白または黄色。子房下位であり、子房に上生する花盤から5本の雄蕊が生じる。雌蕊は2–3心皮が合生する。柱頭は頭状。
果実
球形の蒴果で、50–200個の小さな種子をつける。

## 分類
従来の分類体系では、ヴァーリア科はユキノシタ目に属していたが、分子系統解析の進展により、キク類に属することが明らかになった。2016年に改訂されたAPG IVでは、ヴァーリア科のみで構成されるヴァーリア目が独立した目として新設され、ナス目やシソ目とともにシソ類の一員とされる。

### 包括されている種
以下の5種を含む。
- Vahlia capensis
- Vahlia dichotoma
- Vahlia digyna
- Vahlia geminiflora
- Vahlia somalensis